# Antoni Tyzenhauz (1756–1816)
Antoni Tyzenhauz herbu Bawół (ur. 1756, zm. 19 lutego 1816) – generał wojsk Wielkiego Księstwa Litewskiego, członek Rady Narodowej Litewskiej w 1794 roku, członek konfederacji Andrzeja Mokronowskiego w 1776 roku i poseł na sejm 1776 roku z powiatu rzeczyckiego, chorąży wileński w latach 1777–1816, starosta rohaczewski, prezydent Wilna w 1792 roku.

## Życiorys
Poseł na sejm 1778 roku z powiatu słonimskiego. Poseł województwa smoleńskiego na sejm 1780 roku, sędzia sejmowy. Poseł na Sejm Czteroletni z województwa wileńskiego w 1790 roku, członek Zgromadzenia Przyjaciół Konstytucji Rządowej, komisarz Komisji Porządkowej Cywilno-Wojskowej województwa wileńskiego w 1790 roku, był członkiem sprzysiężenia, przygotowującego wybuch insurekcji kościuszkowskiej na Litwie, deputowany Wydziału Porządku Deputacji Centralnej Wielkiego Księstwa Litewskiego w insurekcji kościuszkowskiej. W 1794 roku był członkiem Deputacji Tajnej.
W 1812 roku przystąpił do Konfederacji Generalnej Królestwa Polskiego.
Żonaty z Zofią Tyzenhauzówną, której małżeństwo z Franciszkiem Ksawerym Chomińskim zakończyło się rozwodem.
Była kawalerem Orderu Świętego Stanisława.